# بلوینگه
بلوینگه (به صربی: Beloinje) یک منطقهٔ مسکونی در صربستان است که در سورییگ واقع شده‌است. بلوینگه ۳۴۳ نفر جمعیت دارد.